# Parafia św. Cyryla i Metodego w Szczecinie
Parafia pod wezwaniem świętych Cyryla i Metodego w Szczecinie – parafia rzymskokatolicka należąca do dekanatu Szczecin - Pomorzany, archidiecezji szczecińsko-kamieńskiej, metropolii szczecińsko-kamieńskiej.
Została erygowana 12 stycznia 2019 roku. Siedziba parafii znajduje się w Szczecinie przy ul. Do Rajkowa.